# Roger Lloyd Pack
Roger Anthony Lloyd-Pack (Londra, 8 febbraio 1944 – Londra, 16 gennaio 2014) è stato un attore britannico.

## Biografia
Era noto prevalentemente al pubblico inglese per i suoi ruoli nelle sitcom della BBC Only Fools and Horses, dove interpreta Colin "Grilletto" Ball e The Vicar of Dibley, nel ruolo di Owen Newitt. Un altro ruolo per cui viene ricordato è quello di Barty Crouch in Harry Potter e il calice di fuoco.

## Vita privata
Figlio dell'attore Charles Lloyd-Pack e Ulrike Elizabeth Pulay, si è sposato due volte: prima con Sheila Ball, da cui ha avuto una figlia, Emily (anche essa attrice) da cui ha divorziato nel 1972; poi nel 2000 ha sposato la poetessa e drammaturga Jehane Markham, con cui era legato da 25 anni e da cui ha avuto tre figli: Spencer, Hartley e Louis. Militante socialista, Lloyd-Pack è stato impegnato nella campagna per il disarmo nucleare, ed era sostenitore di Left Unity un partito di sinistra formatosi in tempi recenti.
L'attore è morto il 16 gennaio 2014 a 69 anni a causa di un tumore al pancreas.

## Filmografia parziale

### Cinema
- Gioco perverso (The Magus), regia di Guy Green (1968)
- Cerimonia segreta (Secret Ceremony), regia di Joseph Losey (1968)
- Hamlet, regia di Tony Richardson (1969)
- Caccia sadica (Figures in a Landscape), regia di Joseph Losey (1970)
- Messaggero d'amore (The Go-Between), regia di Joseph Losey (1971)
- L'allucinante notte di una baby sitter (Fright), regia di Peter Collinson (1971)
- Il violinista sul tetto (Fiddler on the Roof), regia di Norman Jewison (1971)
- Cuba, regia di Richard Lester (1979)
- Incontri con uomini straordinari (Meetings with Remarkable Men), regia di Peter Brook (1979)
- Orwell 1984 (Nineteen Eighty-Four), regia di Michael Radford (1984)
- Prick Up - L'importanza di essere Joe (Prick Up Your Ears), regia di Stephen Frears (1987)
- Il cuoco, il ladro, sua moglie e l'amante (The Cook, the Thief, His Wife & Her Lover), regia di Peter Greenaway (1989)
- Wilt: Eva, una bambola e il professore (Wilt), regia di Michael Tuchner (1990)
- Le amiche americane (American Friends), regia di Tristram Powell (1991)
- Attenti al ladro! (The Object of Beauty), regia di Michael Lindsay-Hogg (1991)
- La principessa degli intrighi (Princess Caraboo), regia di Michael Austin (1994)
- Intervista col vampiro (Interview with the Vampire: The Vampire Chronicles), regia di Neil Jordan (1994)
- Il manuale del giovane avvelenatore (The Young Poisoner's Handbook), regia di Benjamin Ross (1995)
- Una casa per Oliver (Hollow Reed), regia di Angela Pope (1996)
- Preaching to the Perverted, regia di Stuart Urban (1997)
- La fiera della vanità (Vanity Fair), regia di Mira Nair (2004)
- Harry Potter e il calice di fuoco (Harry Potter and the Goblet of Fire), regia di Mike Newell (2005)
- The Living and the Dead, regia di Simon Rumley (2006)
- We Want Sex (Made in Dagenham), regia di Nigel Cole (2010)
- La talpa (Tinker Tailor Soldier Spy), regia di Tomas Alfredson (2011)

### Televisione
- Gli invincibili (The Protectors) – serie TV, episodio 2x15 (1973)
- Il funzionario nudo (The Naked Civil Servant), regia di Jack Gold – film TV (1975)
- I sopravvissuti (Survivors) – serie TV, episodi 2x03-2x04 (1976)
- I Professionals (The Professionals) – serie TV, episodio 1x11 (1978)
- Mr. Bean – serie TV, episodio 1x02 (1990)
- Selling Hitler – miniserie TV, episodi 1x03-1x05 (1991)
- Only Fools and Horses – serie TV, 39 episodi (1981-2003)
- Poirot (Agatha Christie's Poirot) – serie TV, episodio 10x01 (2005)
- Doctor Who – serie TV, 2 episodi (2006)
- L'ispettore Gently (Inspector George Gently) – serie TV, episodio 5x02 (2012)
- The Vicar of Dibley – serie TV, 25 episodi (1994-2013)
- Law & Order: UK – serie TV, episodio 8x03 (2014)

## Teatro (parziale)
- Macbeth di William Shakespeare. Royal Shakespeare Theatre di Stratford-on-Avon (1966)
- Il ritorno a casa di Harold Pinter. Oxford Playhouse di Oxford (1978)
- Yerma di Federico García Lorca. National Theatre di Londra (1987)
- Rosmersholm di Henrik Ibsen. National Theatre di Londra (1987)
- Art di Yasmina Reza. Theatre Royal di Bath (1999)
- Riccardo III di William Shakespeare. Apollo Theatre di Londra (2013)
- La dodicesima notte di William Shakespeare. Apollo Theatre di Londra (2013)

## Doppiatori italiani
- Carlo Valli in Cuba
- Luciano Roffi in Poirot
- Carlo Reali in Harry Potter e il calice di fuoco
- Ennio Coltorti in Doctor Who
- Gianni Giuliano in La talpa